# José María Aznar
José María Alfredo Aznar López (španělská výslovnost: [xoˈse maˈɾi.a alˈfɾeðo aθˈnaɾ ˈlopeθ]; * 25. února 1953 Madrid) je španělský politik. Byl v pořadí čtvrtým předsedou vlády Španělska po přijetí Ústavy z roku 1978, úřadujícím od 5. května 1996 do 17. dubna 2004 za Lidovou stranu (Partido Popular).
Vystudoval právo na Universidad Complutense de Madrid. Je ženatý a má tři děti. Jeho dědeček i otec byli přední frankističtí novináři.

## Aznarovy vlády
Obě Aznarovy vlády byly zaměřeny především na ekonomická témata. Během první vlády (1996–2000) přijalo Španělsko Euro a klesala nezaměstnanost. Druhá vláda již tak úspěšná nebyla a postupně ztrácela popularitu. Odpor vyvolal například Národní hydrologický plán, který počítal se stavbou akvaduktů ze severu země do Valencie a Murcie.

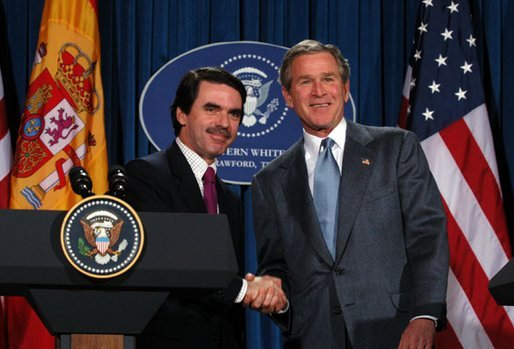
S Georgem Bushem v roce 2003

Aznarovo Španělsko bylo jedním z hlavních Bushových spojenců ve válce v Iráku. V roce 2002 poskytl Aznar americké službě CIA španělský vzdušný prostor a letiště pro mezipřistání letů s vězni kontroverzní věznice Guantánamo, přičemž se snažil celou záležitost utajit; příslušné dokumenty zveřejnil teprve koncem roku 2008 deník El País.
K nečekanému Aznarovu pádu přispěla jednak netečnost po ekologické katastrofě ropného tankeru Prestige u břehů Galicie, jednak reakce na teroristické útoky v Madridu v roce 2004, kdy Aznar okamžitě označil za viníka baskickou organizaci ETA, zatímco se k útokům přihlásila al-Káida. V následujících volbách zvítězila Zapaterova Partido Socialista Obrero Español.

## Současnost
V současnosti je mimo aktivní politiku; v křesle předsedy strany jej vystřídal Mariano Rajoy. Aznar předsedá pravicovému think-tanku Fundación para el Análisis y los Estudios Sociales (FAES), vzniklému roku 2002 sloučením pěti organizací navázaných na Partido Popular.
Aznar přizvukuje Václavu Klausovi v jeho názorech na změny klimatu; FAES také vydal španělský překlad jeho knihy Modrá, nikoli zelená planeta. Vzhledem k tomu, že Aznarova druhá vláda podepsala Kjótský protokol, distancují se od Aznarových výroků ohledně klimatu také někteří členové jeho strany.

## Vyznamenání
- velká čestná dekorace ve stříbře Čestného odznaku Za zásluhy o Rakouskou republiku, Rakousko, 1993[4]
- velká čestná dekora ve stříbře s hvězdou Čestného odznaku Za zásluhy o Rakouskou republiku, Rakousko, 1994[4]
- velkokříž Řádu prince Jindřicha, Portugalsko, 23. srpna 1996[5]
- velká čestná dekorace ve zlatě na stuze Čestného odznaku Za zásluhy o Rakouskou republiku, Rakousko, 1997[4]
- rytíř velkokříže Řádu za zásluhy Polské republiky, Polsko, 2003[6]
- rytíř velkokříže s řetězem Řádu Isabely Katolické, Španělsko, 19. dubna 2004[7]